# Тамаші (Бакеу)
Тамаші (рум. Tamași) — село у повіті Бакеу в Румунії. Входить до складу комуни Тамаші.
Село розташоване на відстані 239 км на північ від Бухареста, 10 км на південний схід від Бакеу, 86 км на південний захід від Ясс, 142 км на північний захід від Галаца, 142 км на північний схід від Брашова.

## Населення
За даними перепису населення 2002 року у селі проживали 1400 осіб, усі — румуни. Усі жителі села рідною мовою назвали румунську.